# Fussel de Grialëces
Der Fussel de Grialëces ist ein Bergbach im Naturpark Puez-Geisler.
Er entsteht durch drei Quellen am Schienboden und an den Eures de Bredles in der Innerraschötz auf 2.200 m Höhe.
Der gesamte Verlauf führt durch unbewohntes Gebiet, bestehend aus Weide und vorwiegend Zirbelkiefer- und Fichtenwald.
Geologisch ist das Flussbett im Grödner Sandstein und Porphyr.
Schon in der 2. Hälfte des 19.  Jahrhunderts wurde der Verlauf mit 13 Wehren aus den vor Ort reichlich vorkommenden Porphyrsteinblöcken verbaut. Teilweise besteht die Verbauung auch aus einem seitlichen Schutzwall aus Baumstämmen. Der Wildbach mündet in den Bach Ruf de Cuecenes in der Nähe der Reste eines alten Kalkofens, auf Ladinisch Ciaucëia genannt. Der Cuecenes-Bach fließt schließlich in den Annabach, einen Nebenfluss des Grödner Baches.

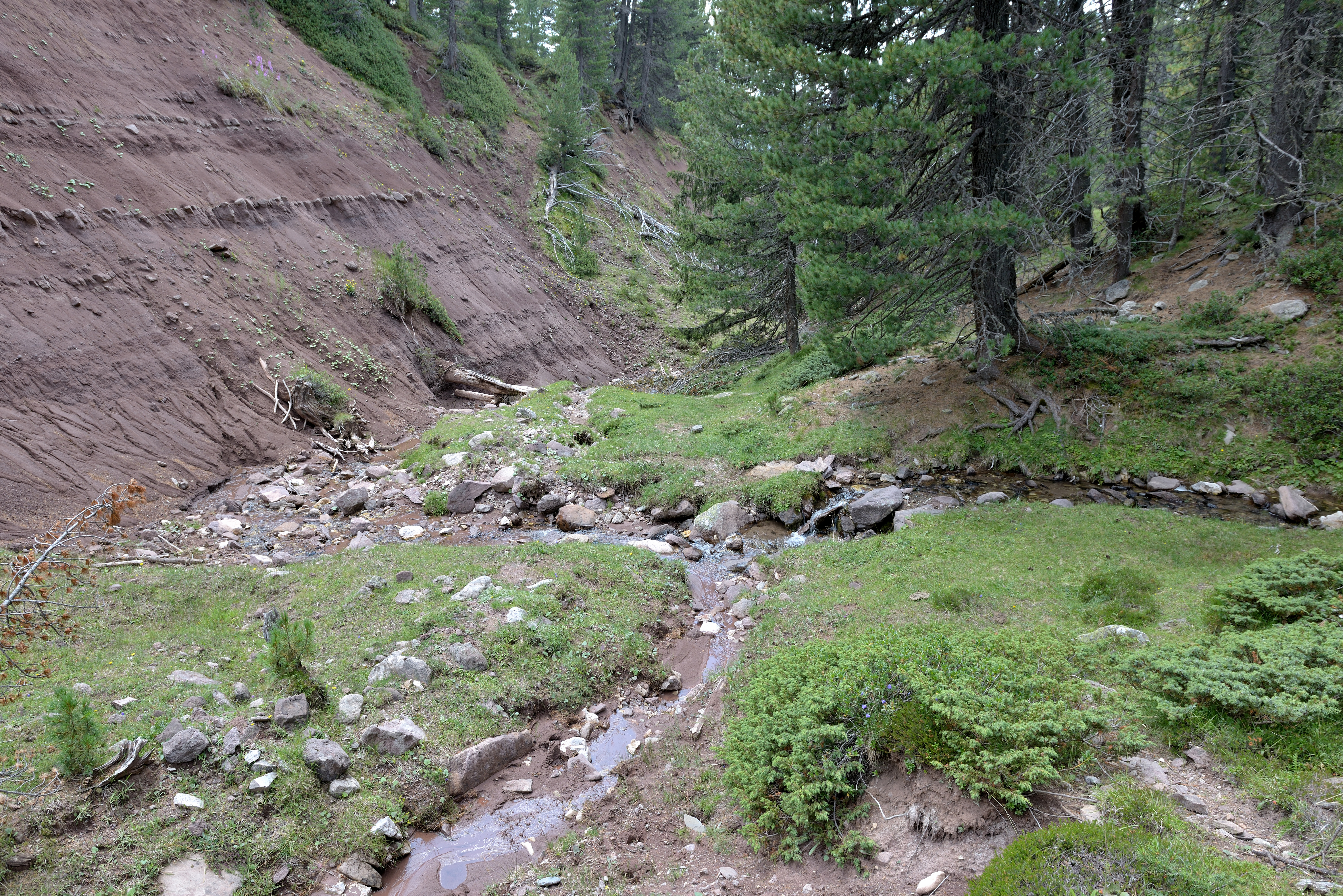
Oberer Lauf an den Grödner Sandsteinschichten
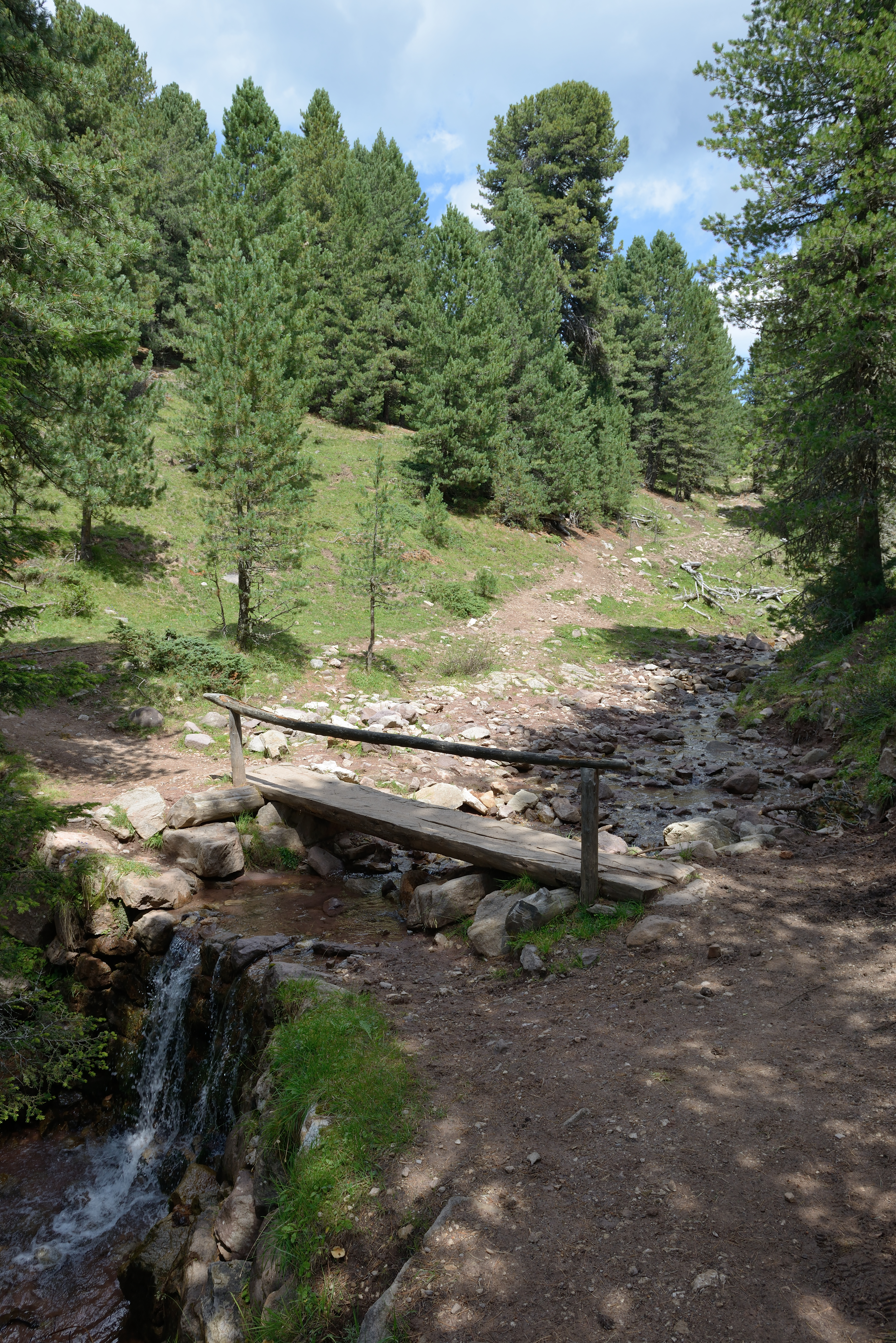
Weg zur Brogles-Alm
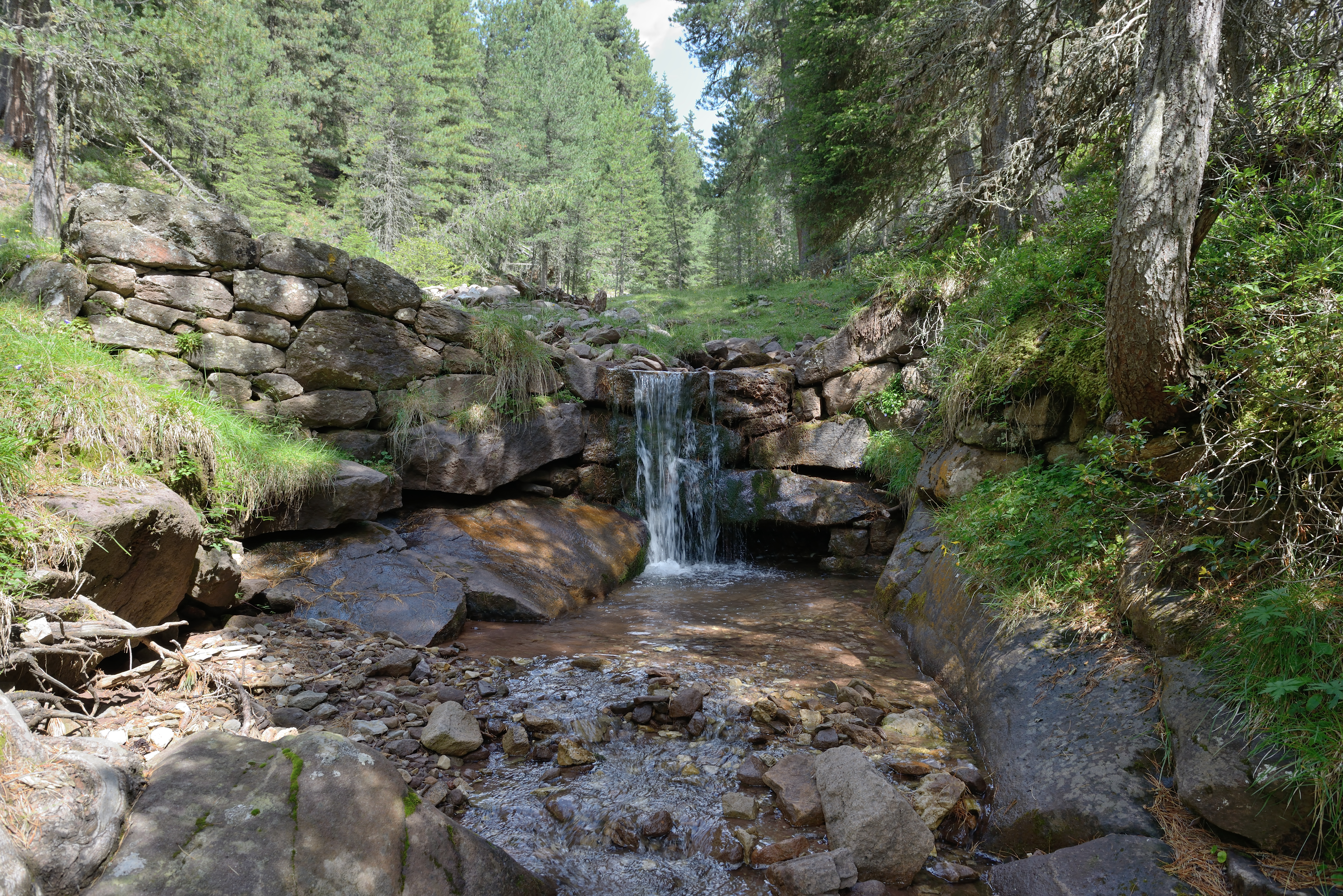
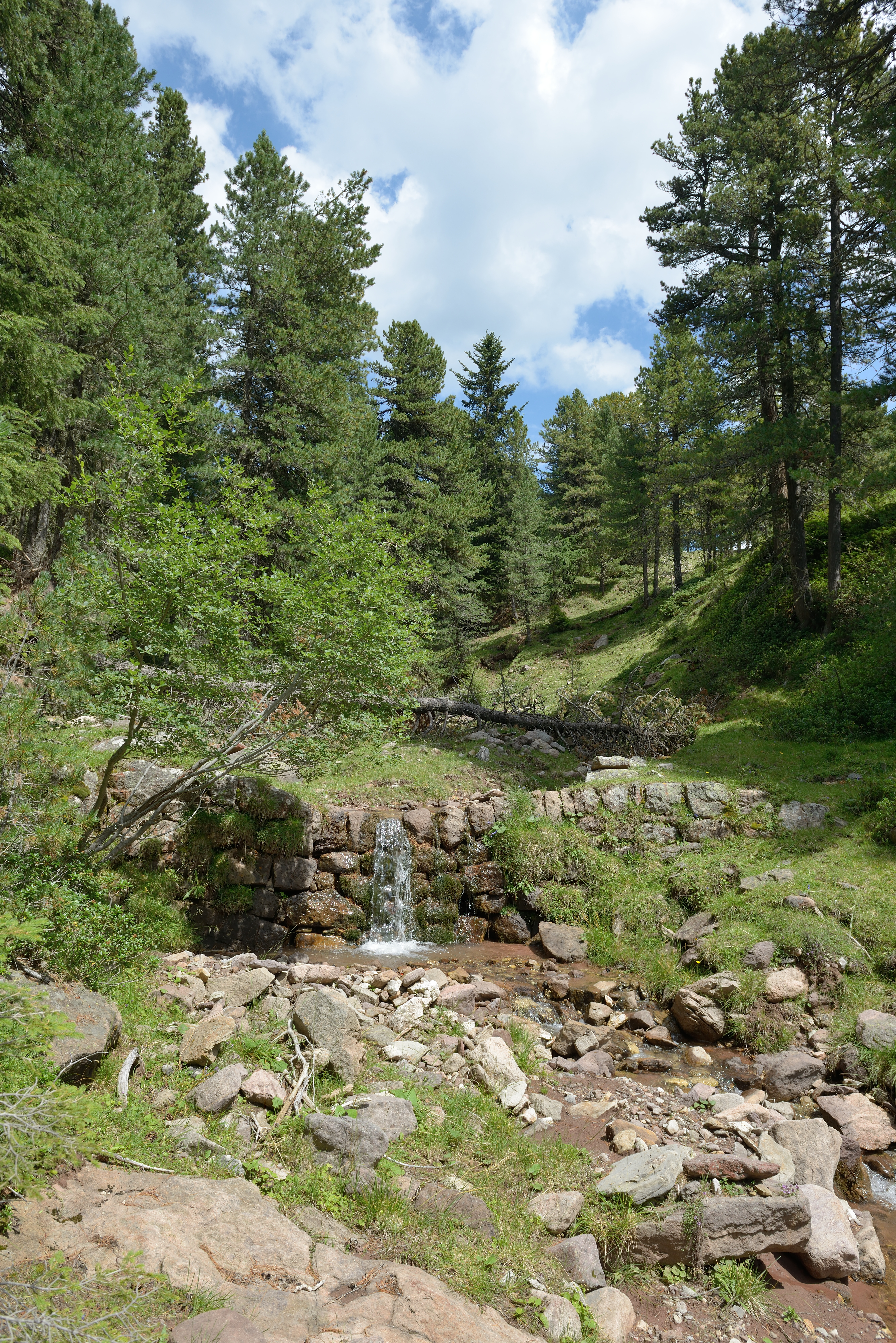
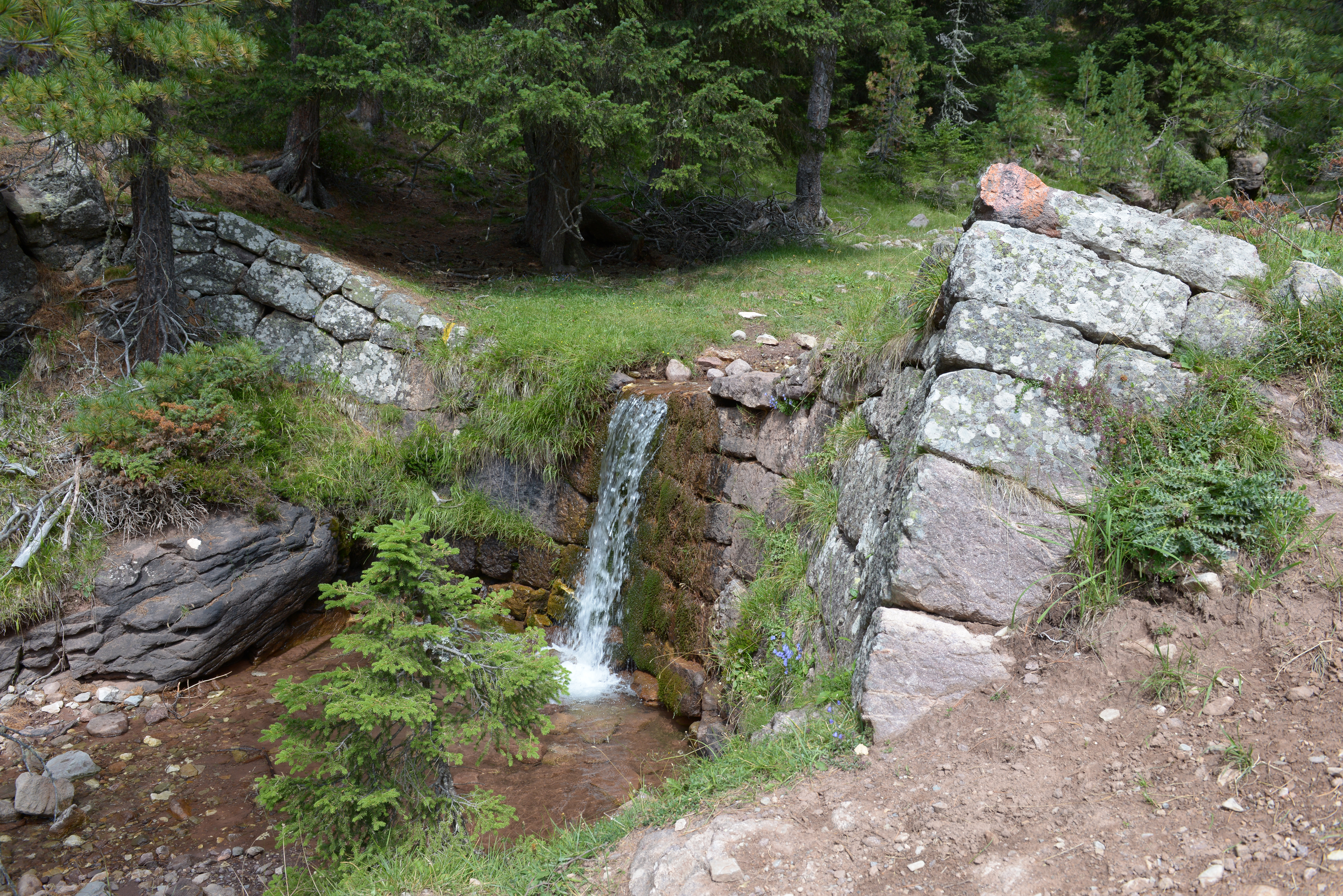
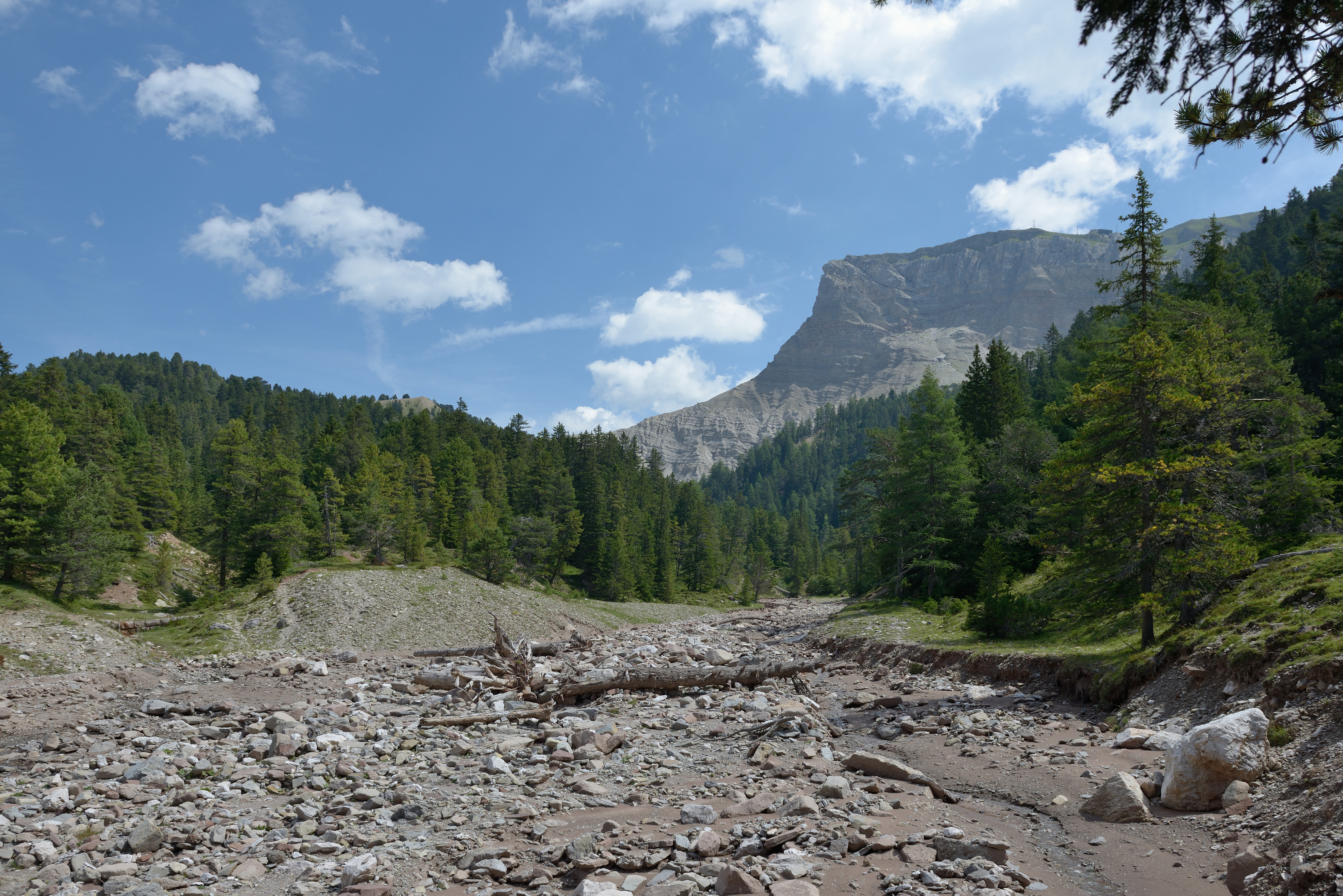
Mündung in den Ruf de Cuecenes